# 陶菲克·吕什蒂·阿拉斯

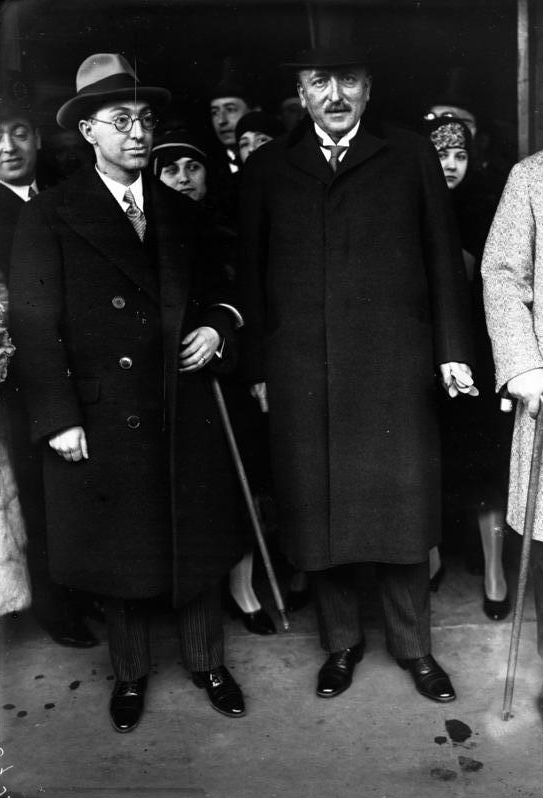
土耳其外长陶菲克·吕什蒂·阿拉斯在柏林（前排左一）

陶菲克·吕什蒂·阿拉斯（土耳其语：Tevfik Rüştü Aras，1883年2月11日—1972年1月5日），土耳其政治人物、外交官。他在凯末尔时代连续13年担任土耳其外交部长。1938年11月10日，凯末尔总统逝世后，新任总统伊斯麦特·伊诺努旋即免去了他的外长职务。阿拉斯与伊诺努总统在外交领域尤其是对苏联的关系上意见不一，伊诺努亦认为阿拉斯更忠于凯末尔而不是现任政府，伊诺努甚至怀疑阿拉斯曾在总统选举中游说大国民议会议员反对他。这场冲突促使阿拉斯最终加入了反对伊诺努的阵营，其后他支持建立土耳其民主党，但他在试图将社会主义思想纳入党纲后便很快被民主党解除了领导职务。1961年，他还参与了新土耳其党的组建。他于1972年1月5日在伊斯坦布尔去世，并被葬于阿西扬阿斯里公墓。